# 英仙臂
英仙臂是銀河系的主要螺旋臂之一。

觀測到的銀河系螺旋臂結構。

銀河系是一個巨大的棒旋星系，擁有4條主要的螺旋臂和至少2條較小的螺旋臂。英仙臂的半徑大約有10,700秒差距，位於天鵝臂和人馬臂之間，由於從地球上看的位置在英仙座而被稱為英仙臂。
有人認為太陽系和地球所在的獵戶臂是英仙臂的分支，但這個觀點還未能確認。
英仙臂中的梅西爾天體如下：
- M 1，蟹狀星雲
- M 36，疏散星團
- M 37，疏散星團
- M 38，疏散星團
- M 52，疏散星團
- M 103，疏散星團.

## 其他資料來源

### 外部連結
- Perseus Arm closer than previously thought （页面存档备份，存于）
- Messier Objects in the Milky Way Galaxy (SEDS)